# Carduelis
Carduelis là một chi chim trong họ Fringillidae.
Chi này trước đây bao gồm nhiều loài, nhưng gần đây các kết quả phân tích phát sinh chủng loài bằng trình tự DNA ti thể và nhân cho thấy chi với định nghĩa truyền thống là đa ngành. Bản chất đa ngành của chi này được xác nhận trong nghiên cứu bao hàm toàn diện của Dario Zuccon và ctv. về các loài sẻ thông năm 2012. Các tác giả đề xuất chia nhỏ chi này thành vài nhánh đơn ngành, và điều này được Hiệp hội Điểu học Quốc tế (International Ornithologists' Union) chấp nhận. Các loài ở châu Mỹ tạo thành một nhánh khác biệt và được chuyển tới chi phục hồi lại là Spinus, các loài khác di chuyển tới chi Chloris và Linaria còn 1 loài duy nhất khác nữa tới chi Acanthis.

## Các loài
Chi Carduelis hiện nay chỉ bao gồm 3 loài ở châu Âu:
- Carduelis carduelis
- Carduelis citrinella
- Carduelis corsicana

## Hình ảnh

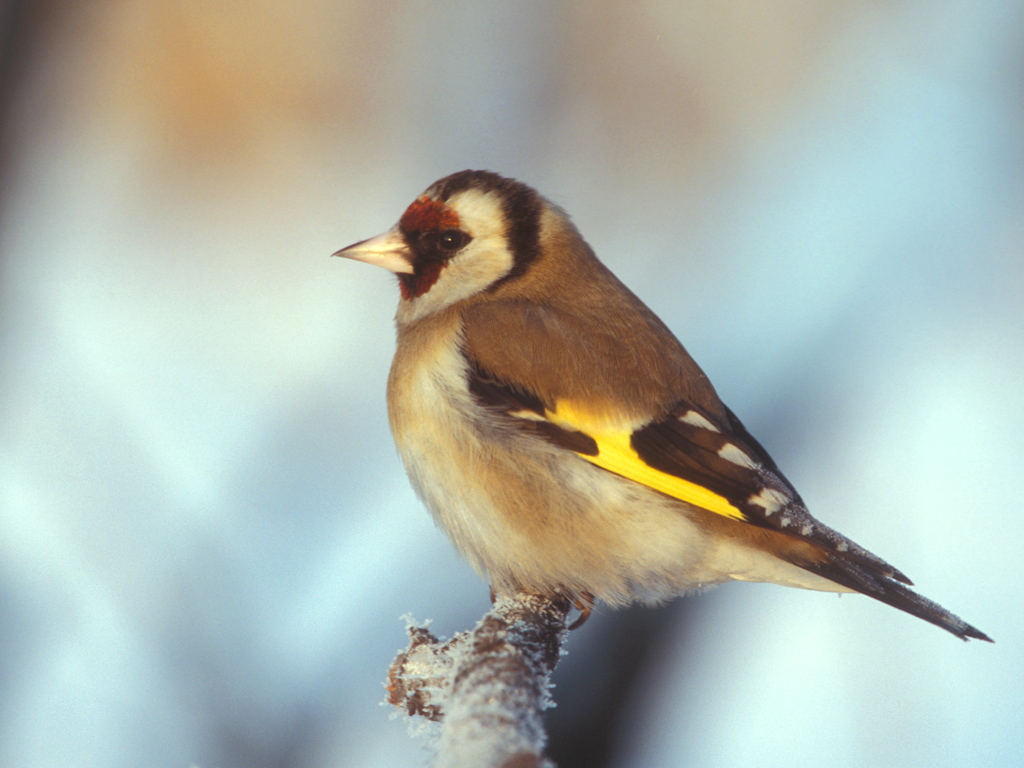
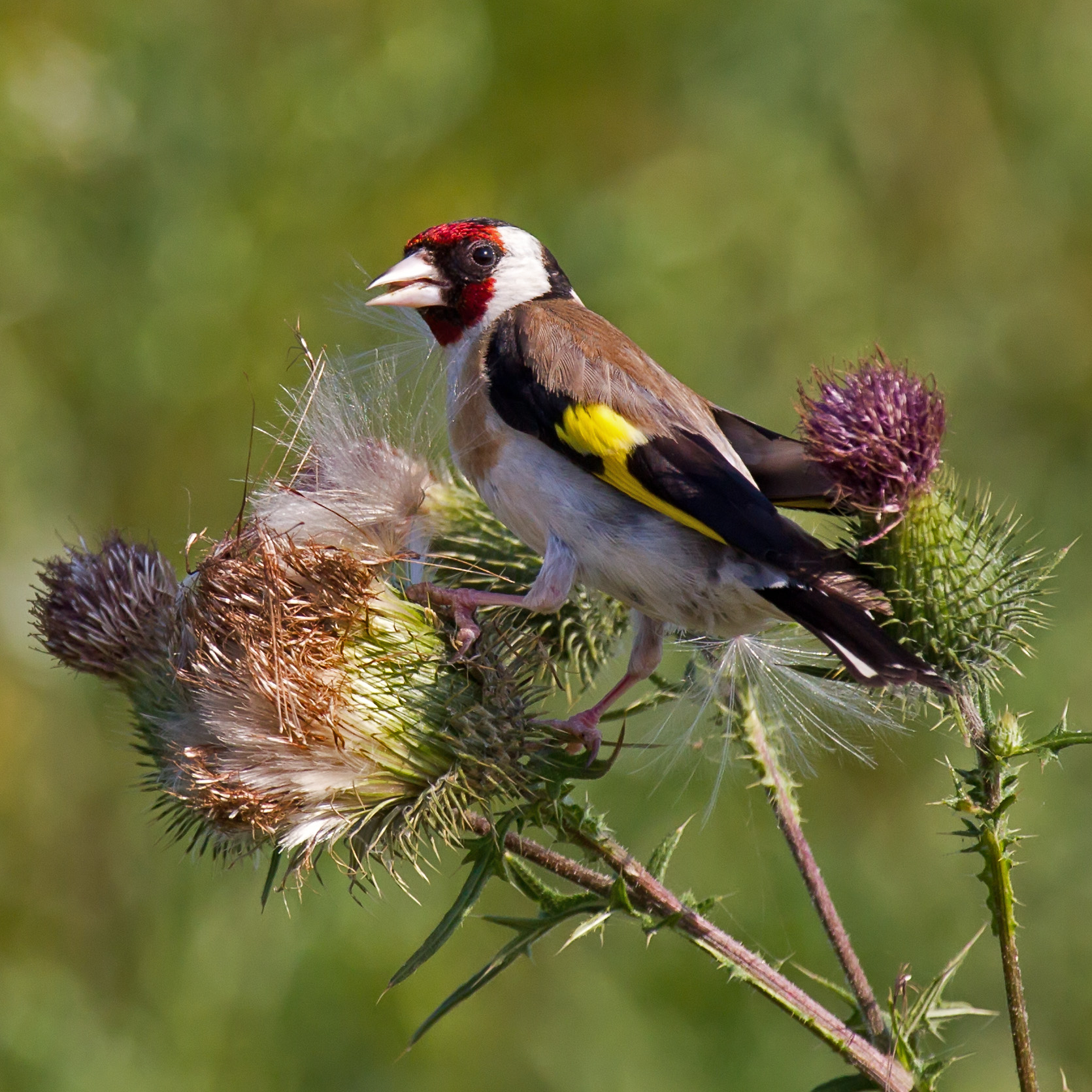
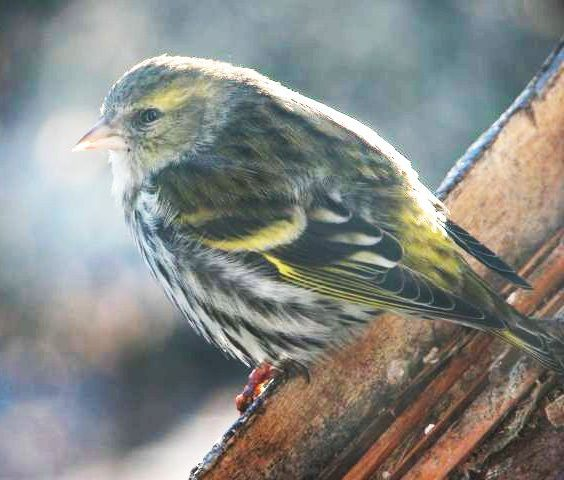
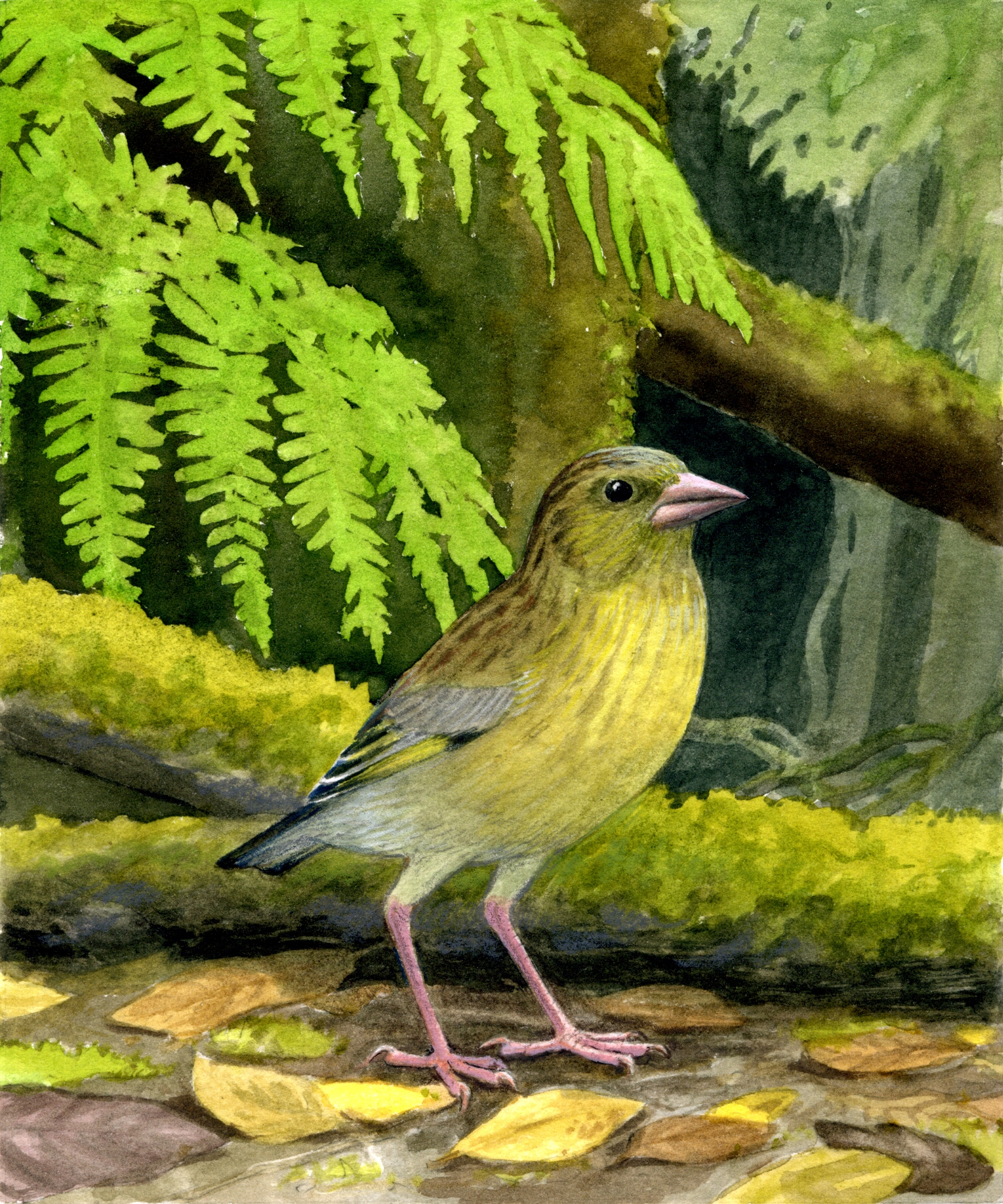
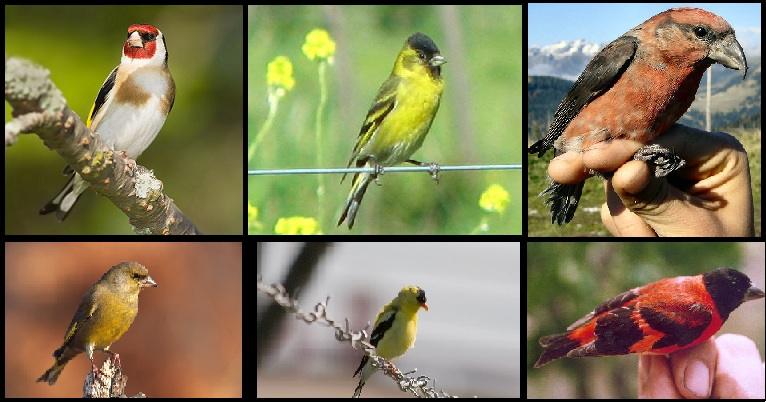
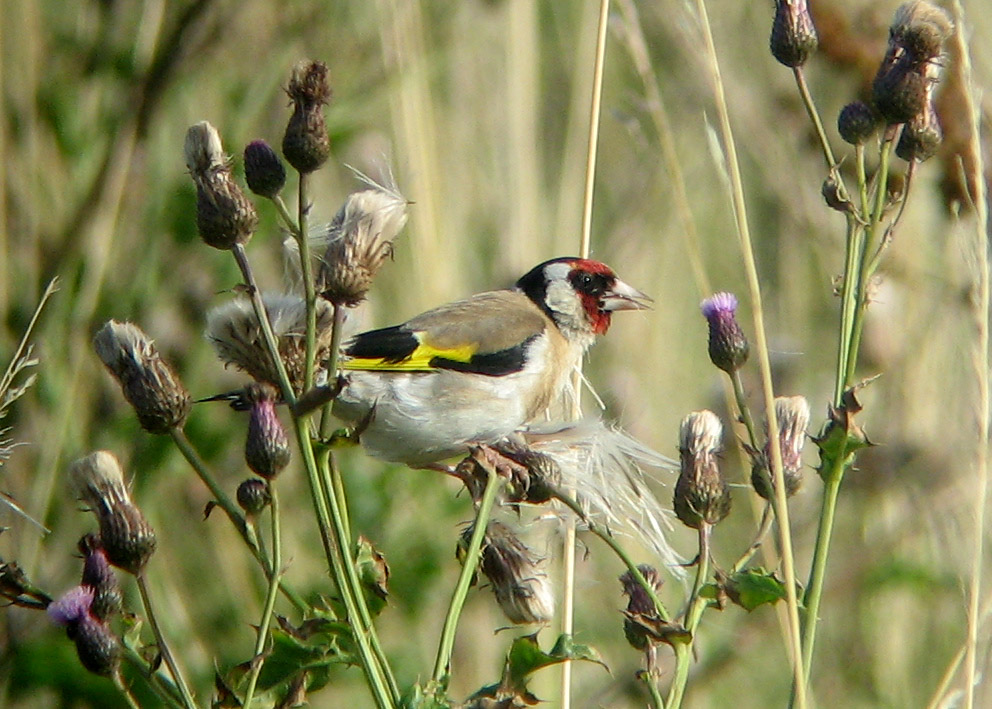
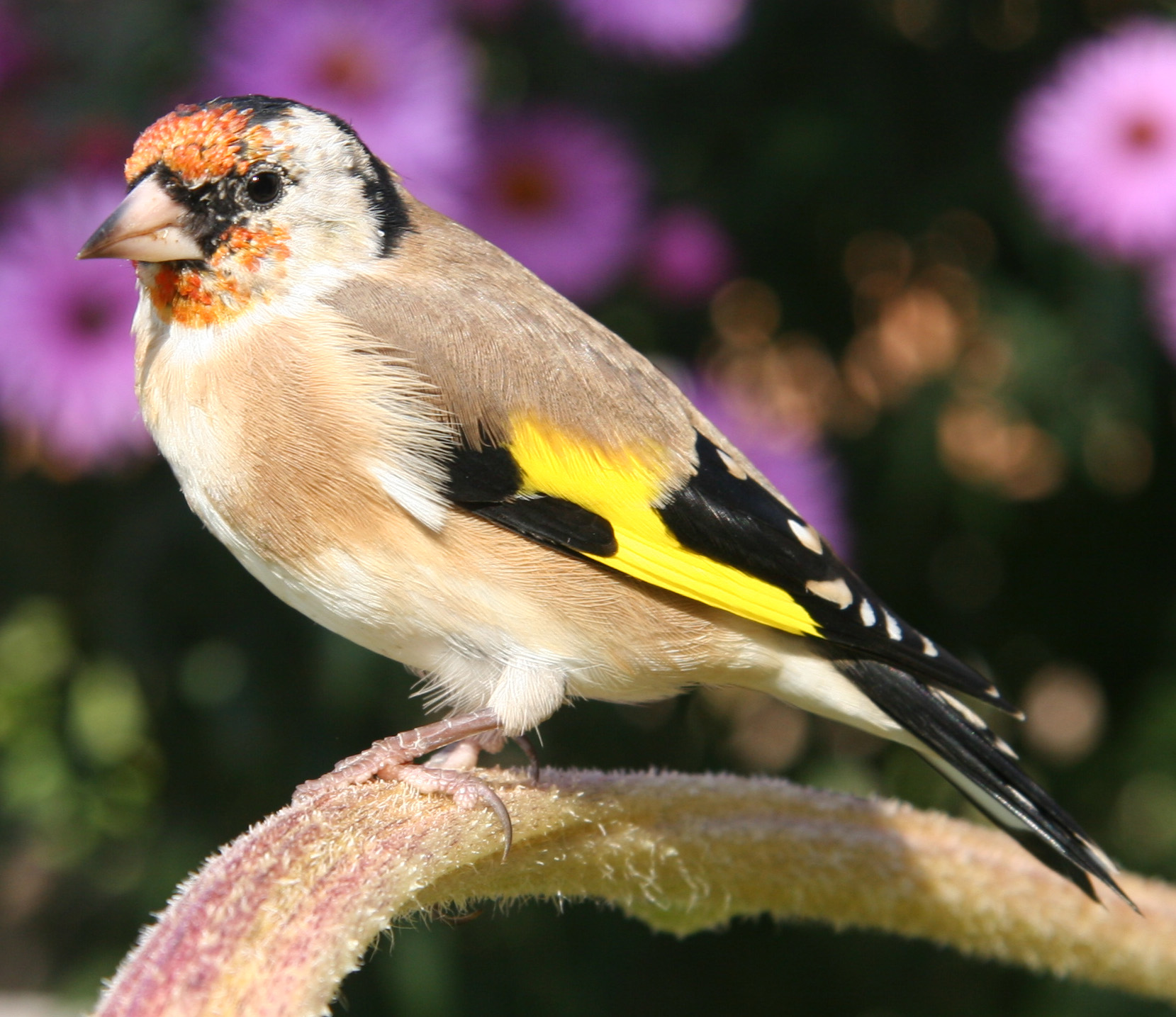